# 福島縣議會
福島縣議會，是福島縣的地方議會。

## 額定總議員數
58人

## 簡介
- 常設委員會[1]
  - 總務委員會
  - 環境規劃委員會
  - 福利公共安全委員會
  - 商業和勞動教育委員會
  - 農業、林業和漁業委員會
  - 土木工程委員會
- 特別委員會
  - 兒童保育、健康和醫療措施特別委員會
  - 促進工業、就業和重建縣土地特別委員會
  - 決算審查特別委員會
- 議會營運委員會
- 事務局[2]
  - 一般事務科
  - 議事科
  - 政務調查科

## 歷史

### 因地震和核災害延後選舉日期
與日本大多數其他都道府縣一樣，福島縣議會原在日本統一地方選舉的日期進行改選，而沒有解散國會。 然而，在定於2011年4月舉行的第17屆統一地方選舉之前，由於同年3月11日發生的東北太平洋地震和隨之而來的地震（東日本大地震），以及鄰近福島縣大熊町和雙葉町的福島第一核電站發生大規模放射性洩漏事故（福島第一核電站事故），許多縣民被迫撤離受災或居住區，因此議會選舉投票被推遲，且延長了議員的任期。 之後，福島縣選舉委員會於2011年9月8日正式決定將通常為9天的選舉期間延長一天，11月10日宣佈，並於同月20日投票。 屆時，福島縣議會舉行了5月例會、6月特別會議、9月例會和特別會議等。
由於這一推遲，福島縣與地震災害一樣嚴重的岩手縣和宮城縣的議會中，每個議員的任期屆滿時間將與其他縣不同，因此被排除在統一地方選舉中的計劃之外。 2015年4月舉行的日本第18屆統一地方選舉並沒有舉行福島縣議員選舉，而該屆福島縣議會選舉於2015年11月15日舉行。

## 黨派
議會黨派可由多名或一名議員組成以進行議程。
| 黨派名                     | 議員數 | 所属黨籍                   | 女性議員数 | 女性議員佔比(%) |
| -------------------------- | ------ | -------------------------- | ---------- | --------------- |
| 自由民主党福島縣議會議員會 | 29     | 自由民主黨                 | 1          | 3.44            |
| 福島縣議會縣民聯合議員會   | 18     | 立憲民主黨10人・ 無黨籍8人 | 0          | 0               |
| 日本共産黨福島縣議會議員團 | 4      | 日本共產黨                 | 4          | 100             |
| 公明党福島縣議會議員團     | 4      | 公明黨                     | 0          | 0               |
| 日本維新・無所屬之會       | 2      | 日本維新會1人・ 無黨籍1人  | 1          | 50              |
| One for ALL 福島           | 1      | 無黨籍1人                  | 0          | 0               |
| 合計                       | 58     |                            | 6          | 10.34           |

來源：福島縣議會議員 黨派別・期別一覽（令和2年12月2日至今） （页面存档备份，存于）。此來源反映2019年福島縣議會議員選舉後議員政黨分布結果。　

## 各選舉區的議員額定數、區域劃分
2011年3月21日前劃分
- 23個選舉區[4]

2011年4月以後劃分
- 19個区舉區[5]

| 選挙区名                     | 額定議員数 | 市町 |
| ---------------------------- | ---------- | --- |
| 福島市選舉區                 | 8          | 福島市 |
| 會津若松市選舉區             | 4          | 會津若松市 |
| 郡山市選舉區                 | 10         | 郡山市 |
| 磐城市選舉區                 | 10         | 磐城市 |
| 白河市・西白河郡選挙區       | 3          | 白河市・西白河郡 |
| 須賀川市・岩瀨郡選舉區       | 3          | 須賀川市・岩瀨郡 |
| 喜多方市・耶麻郡選舉區       | 2          | 喜多方市・耶麻郡 |
| 相馬市・相馬郡新地町選舉區   | 1          | 相馬市・相馬郡新地町 |
| 二本松市選舉區               | 2          | 二本松市 |
| 田村市・田村郡選舉區         | 2          | 田村市・田村郡 |
| 南相馬市・相馬郡飯館村選舉區 | 2          | 南相馬市・相馬郡飯館村 |
| 伊達市・伊達郡選舉區         | 3          | 伊達市・伊達郡 |
| 本宮市・安達郡選舉區         | 1          | 本宮市・安達郡 |
| 南會津郡選舉區               | 1          | 南會津郡 |
| 河沼郡選舉區                 | 1          | 河沼郡 |
| 大沼郡選舉區                 | 1          | 大沼郡 |
| 東白川郡選舉區               | 1          | 東白川郡 |
| 石川郡選舉區                 | 1          | 石川郡 |
| 雙葉郡選舉區                 | 2          | 雙葉郡 |
| 合計（額定議員数）           | 58         | 《福島縣議員人數和選區及各選區應 選舉議員人數條例》(日语：-{福島県議会議員の定数並びに選挙区及び各選挙区において 選挙すべき議員の数に関する条例}-)（平成21年3月修訂） |

## 知名福縣縣議會議員出身人士

### 現任日本國會議員
- 小熊慎司（日语：小熊慎司）（衆議院議員）
- 玄葉光一郎（衆議院議員）
- 菅家一郎（日语：菅家一郎）（衆議院議員、第32-34任會津若松市長）
- 吉野正芳（衆議院議員）
- 増子輝彦（日语：増子輝彦）（参議院議員）

### 前任國會議員
- 荒井廣幸（参議院議員）
- 木幡弘道（日语：木幡弘道）（衆議院議員）
- 太田豐秋（日语：太田豊秋）（参議院議員）
- 渡部篤（日语：渡部篤）（参議院議員）
- 田畑金光（日语：田畑金光）（衆議院議員、第2任磐城市長）
- 岩城光英（参議院議員、前法務大臣、第4任磐城市長）
- 鈴木省吾（日语：鈴木省吾 (政治家)）（参議院議員）
- 上坂昇（日语：上坂昇）（眾議院議員）
- 菅波茂（日语：菅波茂）（眾議院議員）
- 助川良平（日语：助川良平）（衆議院議員）
- 天野光晴（日语：天野光晴）（衆議院議員）
- 渡部恒三（日语：渡部恒三）（衆議院議員）
- 板本剛二（日语：板本剛二）（衆議院議員）
- 鈴木久（日语：鈴木久）（衆議院議員）

### 地方
- 中田武雄（日语：中田武雄 (政治家)）（第3任磐城市長）
- 四家啓助（日语：四家啓助）（第5任磐城市長）
- 櫛田一男（日语：櫛田一男）（第6任磐城市長）
- 渡辺敬夫（日语：渡辺敬夫）（第7任磐城市長）
- 本田仁一（日语：本田仁一）（第4任田村市長）
- 三保恵一（日语：三保恵一）（首任・第3任二本松市長）
- 横山蔵人（日语：横山蔵人）（前浪江町長）

### 其他
- 真山祐一（日语：真山祐一）（前衆議院議員。落選後首次在福島縣議會當選）